# 滋賀県の登録有形文化財一覧
滋賀県の登録有形文化財一覧（しがけんのとうろくゆうけいぶんかざいいちらん）は、滋賀県にある登録有形文化財（国登録）の一覧。

## 湖北

### 長浜市
- 木之本町きのもと交遊館
- 宮部西薬師堂
- 曽根東福寺組地蔵堂（旧曽根学校玄関）
- 中村家住宅
- 長浜旧開知学校
- 黒壁ガラス館（旧第百三十銀行長浜支店）
- 冨田酒造
- 山路酒造
- 旧木之本宿本陣（竹内家住宅）
- 白木屋醤油店
- 岩根醤油醸造店
- 岩根家住宅
- 旧四居家住宅

### 米原市
- 柏原宿歴史館
- 醒井公会堂
- 旧醒井郵便局局舎
- 奥伊吹ふるさと伝承館
- 旧常喜医院

## 湖東

### 彦根市
- スミス記念堂（旧須美壽記念禮拜堂）
- 中村商家保存館
- 滋賀大学講堂（旧彦根高等商業学校講堂）
- 滋賀大学陵水会館
- 迫間家住宅
- 成宮家住宅
- 森家住宅
- 城下町彦根の町家 本町宿
- 旧佐藤家住宅
- 旧石橋家住宅
- 旧秋口家洋館

### 東近江市
- 近江鉄道愛知川橋梁
- 松居家住宅洋館（旧五箇荘郵便局）
- 弘誓寺
- 泰山閣（旧松居家住宅）
- 浄華寺
- 松本家住宅
- 西福寺
- 東方寺
- 八幡神社
- 五個荘町歴史民俗資料館（旧藤井家住宅）
- 野村家住宅
- 地蔵院
- 神明神社
- 円寿院
- 昌善寺
- 瓦屋寺
- 宗林寺
- 玉宝院
- 錬成館（旧西押立国民学校講堂）
- 湖東町歴史民俗資料館（旧西押立国民学校校舎）
- 珠玖家住宅
- 宮路医院旧病棟
- ガリ版伝承館（旧堀井家住宅洋館）
- 乎加神社
- 百済寺本坊喜見院書院
- 深田家住宅

### 近江八幡市
- 吉田悦藏家住宅
- ウォーターハウス記念館（旧ウォーターハウスレジデンス）
- 魚友楼洋館（旧八幡警察署武佐分署庁舎）
- 近江兄弟社学園ハイド記念館
- 近江兄弟社学園教育会館
- 旧中川煉瓦製造所縄縫工場
- 前田家住宅
- ヴォーリズ記念病院旧本館・礼拝堂
- 近江八幡ユースホステル（旧蒲生郡勧業館）
- 日牟禮庵
- 旧中川煉瓦製造所
- 西願寺
- アンドリュース記念館（旧近江八幡YMCA会館）
- 白雲館
- 観音正寺
- まちや倶楽部（旧西勝酒造）

### 日野町
- 旧正野薬店
- 近江日野商人館（旧山中兵右衛門家住宅）
- 旧山口嘉七家住宅

### 多賀町
- かぎ楼
- かめや旅館

### 豊郷町
- 古川家住宅
- 旧豊郷尋常高等小学校

### 愛荘町
- 旧田中家住宅（近江商人亭）
- 宇曽川流路工
- 蔵元丸中醤油
- 竹平楼
- 西澤家住宅洋館（旧伊藤製材所社屋）
- 竹平楼御在所
- 藤居本家

## 湖南

### 大津市
- 大津魚忠
- 北川家住宅
- 佐野家住宅
- 初田家住宅
- 桐畑家住宅
- 石田家住宅洋館（石田歯科医院）
- 日本基督教団堅田教会
- 満月寺浮御堂
- 比叡山鉄道ケーブル坂本駅
- 比叡山鉄道ケーブル延暦寺駅
- 延暦寺大書院
- 真盛園講堂（旧専門学寮講堂）
- 禅明坊
- 禅林坊
- 西教寺
- 安養院
- 實成坊
- 徳乗坊
- 本家鶴喜そば
- 葛野常満家住宅
- 葛野常喜家住宅
- 近江神宮
- 龍谷大学瀬田学舎樹心館
- 滋賀県庁舎本館

### 草津市
- 八百久
- 双葉館魚寅楼
- 吉川芳樹園

### 栗東市
- 新善光寺
- 川崎光雄家住宅
- 里内家住宅
- 旧中島家住宅
- 西田家住宅

### 湖南市
- 妙感寺

### 甲賀市
- 二童子神社
- 八阪神社
- 杉尾神社
- 高宮神社
- 日雲神社
- 旧水口図書館
- 日本基督教団水口教会
- 火頭古神社
- 仁木家住宅洋館
- 大鳥神社
- 旧滋賀銀行甲南支店

## 湖西

### 高島市
- 今津ヴォーリズ資料館（旧百卅三銀行今津支店）
- 日本基督教団今津教会（旧今津基督教会館）
- 丸八百貨店
- 福井三四郎家住宅
- 白鬚神社
- 大村家住宅